# Enoicyla pusilla
Enoicyla pusilla es una especie de insecto del género Enoicyla, familia, Limnephilidae. Fue descrita por Burmeister en 1839.
Se mantiene activa durante todos los meses del año, siendo abril, mayo y octubre los meses donde presenta mayor actividad.

## Biología y descripción
Las hembras ponen huevos poco después de emerger en otoño y eclosionan unas dos semanas después. Hay cinco estadios larvales entre diciembre y abril y los ejemplares larvales completamente desarrollados miden entre 8 y 9 mm de longitud y entre 1,5 y 2 mm de diámetro.

## Distribución
Se distribuye por Países Bajos, Costa de Marfil, Portugal, Alemania, Reino Unido, Irlanda del Norte, Bélgica, Suiza, Francia, Luxemburgo, Suecia, España y Dinamarca.